# クッキングシミュレーター
『クッキングシミュレーター』（英: Cooking Simulator）は、ポーランドのBig Cheese Studioが開発した料理シミュレーションゲーム。2019年6月6日にPlayWay S.A.からMicrosoft Windows向けに発売された。リアルな調理の体験とプレイの自由度が特徴である。

## システム
『クッキングシミュレーター』は料理のシミュレーションを行うコンピュータゲームである。プレーヤーは物理演算エンジンで処理される食材や調理器具を用いて料理に挑戦する。多数の食材と調理器具を使用して、現実と同様の調理を体験できる。調理だけではなく、皿を投げたりキッチンを爆破したりするなどの行為も行える。
主要モードであるキャリアモードでは、プレイヤーはレストランのシェフとして、客の注文をもとに調理および提供を行う。レシピの順守および提供までの時間によって評価が下され、レストランの発展に影響する。サンドボックスモードでは最初から全ての食材とレシピが利用可能であり、時間や注文を気にすることなく調理を行える。

## リリース
本作はポーランドのデベロッパー・Big Cheese Studioが開発した。数度の発売延期を経て、2019年6月6日にPlayWay S.A.からMicrosoft Windows向けに発売された。
2019年7月のアップデートで日本語に対応した。
2021年7月にはVR版となる『Cooking Simulator VR』がSteamで配信された。2023年6月には続編となる『Cooking Simulator 2: Better Together』の制作が発表された。

## 評価
レビュー収集サイトのMetacriticでは「賛否両論または平均的」な評価となった。『PCゲームズ』はゲームのグラフィックや多様なレシピなどを長所として挙げる一方で、難しい操作性、魅力のないキャリアモード、パフォーマンスの問題を短所として挙げた。『ゲームスター』は、レシピのロック解除システムやチュートリアル、現実的な雰囲気、多様なレシピなどを長所として挙げる一方で、難しい操作性、繰り返しの多さ、不自然な物理演算、リプレイ性の低さを短所として挙げた。『スクリーン・ラント』は、ちょっとしたストレス発散として気軽にプレイするには最適であるが、長時間プレイしようとすると物足りなさを感じると評した。物理演算によって起こる料理の失敗や調理器具を用いた悪ふざけなどの様子をSNSに投稿する動きが流行しており、『IGN Japan』はSNSでの流行を意識して制作されたゲームだとコメントしている。